# Matty Lee
Matthew Lee, mais conhecido como Matty Lee (Leeds, 5 de março de 1998), é um saltador britânico.

## Carreira
Adepto do mergulho individual e sincronizado e do trampolim e plataforma de 3 metros, Lee venceu a medalha de ouro na prova de plataforma de 10 metros nos Jogos Europeus de 2015, na plataforma sincronizada de 10 metros mista no Campeonato Europeu de Mergulho de 2017 e foi duas vezes campeão europeu júnior no trampolim de 3 metros. A nível mundial, Lee conquistou a medalha de prata no evento de plataforma sincronizada de 10 metros mista no Campeonato Mundial de Esportes Aquáticos de 2017. Dois anos depois, no Mundial de 2019, Lee e Tom Daley ficaram com o bronze no evento sincronizado 10 m.
Com o forte desempenho no Campeonato de Mergulho de 2020, Lee e seu parceiro Daley conseguiram uma vaga aos Jogos Olímpicos de Verão de 2020, em Tóquio. No evento multiesportivo, a dupla conquistou o ouro na plataforma de dez metros sincronizado.